# Habitatge al carrer Sant Francesc d'Assís, 26 (Mataró)
L'Habitatge al carrer Sant Francesc d'Assís, 26 és una obra de Mataró (Maresme) protegida com a Bé Cultural d'Interès Local.

## Descripció
Habitatge de planta baixa i dues plantes pis. Presenta dos portals en planta baixa, balcó al primer pis i balcó al segon pis seguint el pla de façana. L'edifici acaba amb una cornisa suportada per mènsules i un acroteri amb balustres. La façana presenta un acabat estucat a carreu lliscat. Els balcons són de ferro treballat. Per sobre del primer pis una petita cornisa accentua l'horitzontalitat de la façana.

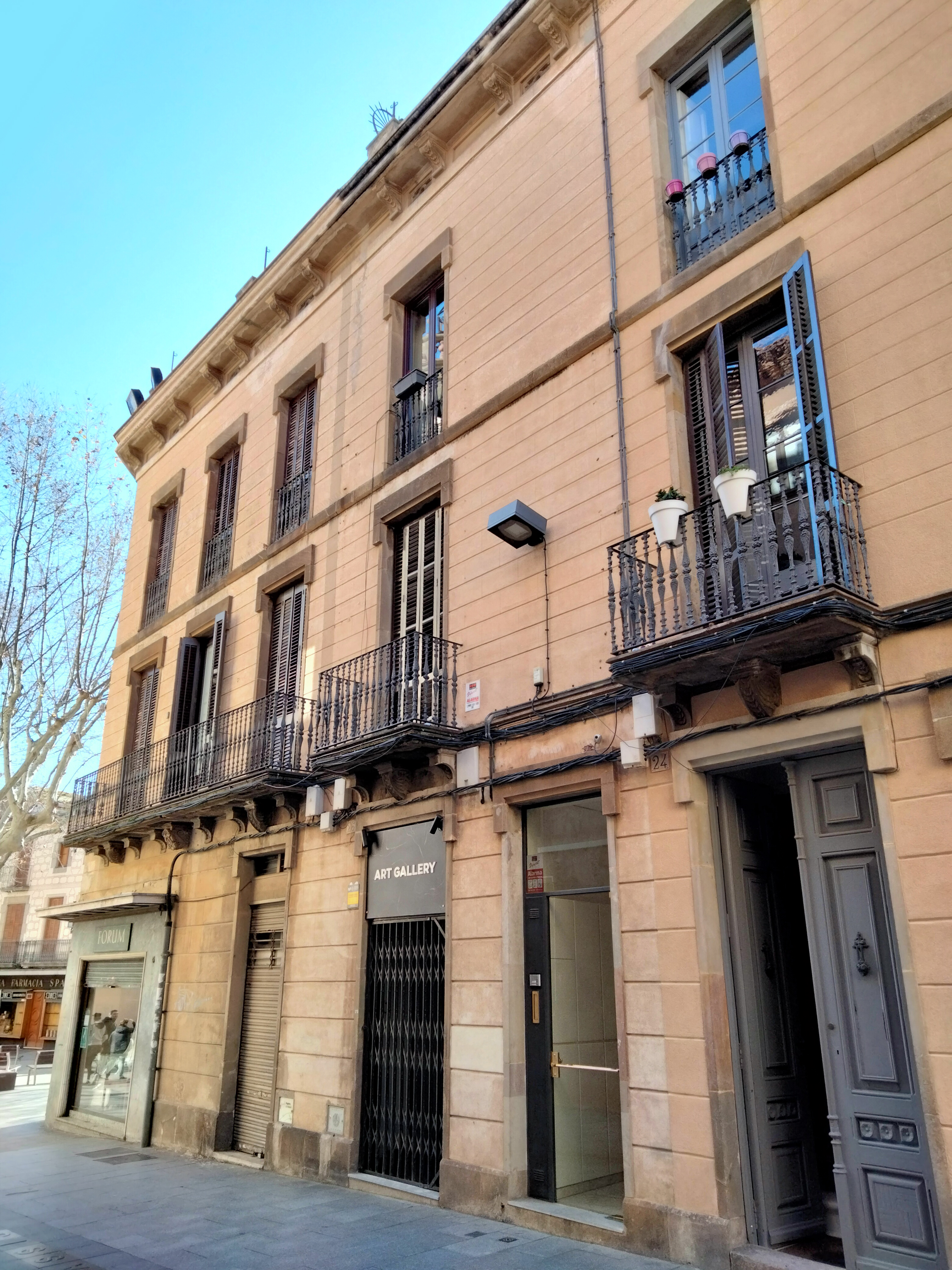
Conjunt arquitectònic de les cases núm. 24, 26 i 28 del carrer

Aquest edifici forma conjunt amb les cases núm. 24 i 28.